# فروده جاكوبسن
فروده جاكوبسن (بالنرويجية البوكمول: Frode Jacobsen)‏ هو منتج أسطوانات وكاتب أغاني وموسيقي نرويجي، ولد في 11 يونيو 1974.

## وصلات خارجية
- فروده جاكوبسن على موقع ميوزك برينز (الإنجليزية)
- فروده جاكوبسن على موقع ديسكوغز (الإنجليزية)